# 代赫佳里
50°15′47″N 35°28′58″E / 50.26306°N 35.48278°E
代赫佳里（烏克蘭語：Дегтярі）是位於烏克蘭東部的村莊，由哈爾科夫州博霍杜希夫區的博霍杜希夫市鎮負責管轄。該村始建於1784年，距離伊万内河1公里，面積0.51平方公里，海拔高度173米。